# Хърватски плетер
Хърватски плетер или хърватска плетеница е вид плетеница, за която характерно е преплитането на тройна нишка. Той е един от най-използваните модели през ранното романско хърватско изкуство. Среща се в църкви и манастира от времето на Хърватско кралство от IX до XIX век. Подобни низове с орнаменти често били съчетавани с растителни и животински фигури.
Най-изкусните примери за надписи, украсени с тази плетеница са Башканската плоча и Бранимировия надпис. Други подобни надписи се намират в Книн, Сплит и Задар.
Хърватия има военно звание, наричащо се Орден на хърватската плетеница.